# Bantu Stadium
Bantu Stadium – wielofunkcyjny stadion w Mafeteng, w Lesotho, używany głównie dla meczów piłki nożnej. Swoje mecze rozgrywa na nim drużyna piłkarska Bantu United FC. Stadion może pomieścić 1000 widzów.